# لودفيغ الرابع (إمبراطور الروماني المقدس)
لودفيغ الرابع (بالألمانية: Ludwig؛ 1 أبريل 1282 - 11 أكتوبر 1347)؛ الملقب بـ البافاري، هو أحد أفراد أسرة فيتلسباخ، كان ملك الرومان منذ 1314، وملك إيطاليا منذ 1327، وأخيراً الإمبراطور الروماني المقدس منذ 1328.
كان انتخاب لودفيغ ملكًا لألمانيا في عام 1314 مثيرًا للجدل، بحيث تم انتخاب ابن خاله هابسبورغ فريدرخ الوسيم ملكًا من قبل مجموعة من الأمراء الناخبين المعارضون في اليوم السابق لانتخابه، ومع ذلك تمكن لودفيغ من هزيمة فريدرخ في معركة مولدورف عام 1322، وفي النهاية تصالح الاثنان، عارض لودفيغ البابا الفرنسي جان الثاني والعشرون والذي بدوره قام بحرمانه كنسياً؛ حاول لودفيغ عزله وتنصيب عوضاً عنه بابا المزيف.
كان لودفيغ الرابع دوق بافاريا العليا منذ عام 1294 حتى عام 1301 بالمناصفة مع شقيقه الأكبر رودولف الأول، وأيضا مارغريف براندنبورغ حتى عام 1323، وكونت بالاتينات-الراين حتى عام 1329، أصبح دوق بافاريا السفلى في عام 1340، وكونت هينو وهولندا وزيلاند وفريزلاند في عام 1345 عندما ورثت زوجته مارغريت تلك الأراضي.

## الفترة المُبكرة من منصب دوق بافاريا العليا
وُلِدَ لودفيغ في ميونخ، فهو الابن الأصغر لـ لودفيغ الثاني دوق بافاريا العليا وكونت بالاتينات-الراين، ووالدته هي ماتيلد ابنة الملك رودولف الأول هابسبورغ.
على الرغم من أن لودفيغ قد تلقى تعليمه جزئيًا في فيينا، إلا أنه أصبح حاكم المناصف مع شقيقه رودولف الأول في منطقة بافاريا العليا منذ عام 1301 بدعم من والدته وخاله الملك ألبرت الأول، إلا أنه دخل في صراع مع آل هابسبورغ منذ عام 1307 حول ممتلكات في بافاريا السفلى، وأيضا استطاع إنهاء الخلاف مع شقيقه رودولف بسبب خلافات جديدة على تقسيم أراضي العائلة عندما تعاهدا على الصلح بميونيخ عام 1313.
وفي نفس العام في 9 نوفمبر هزم لودفيغ ابن خاله فريدرخ الوسيم الذي ساعده في ذلك شقيقه العنيد ليوبولد الأول دوق النمسا، في الأصل كان كل من لودفيغ وفريدرخ أصدقاء الطفولة، ومع ذلك نشأ نزاع مسلح بينهما عندما عُهد بالوصاية على دوقات بافاريا السفلى (هاينريش الرابع عشر، أوتو الرابع، وهاينريش الخامس عشر) إلى فريدرخ، على الرغم من أن الدوق الراحل أوتو الثالث ملك المجر السابق، كان قد اختار لودفيغ، ومع ذلك في 9 نوفمبر من عام 1313 خسر فريدرخ أمام لودفيغ في معركة غاميلسدورف واضطر إلى التخلي عن الوصاية، وقد نتج عن هذا النصر إثارة الضجة داخل الإمبراطورية الرومانية المقدسة وزاد من سمعة الدوق البافاري.

## انتخاب ملك ألمانيا والصراع مع هابسبورغ
استلزمت وفاة الإمبراطور الروماني المقدس هاينريش السابع في أغسطس 1313 انتخاب خليفة له، اعتبر ابنه يان ملك بوهيميا منذ عام 1310 من قبل العديد من الأمراء الناخبون بأنه صغير جدًا وفي حين الآخرون اعتبروه قوياً ذو نفوذ كبير، كان إحدى البدائل هو فريدرخ الوسيم ابن سلف هاينريش الملك ألبرت الأول من آل هابسبورغ، كردة فعل استقر أنصار آل لوكسمبورغ بين الأمراء الناخبون على المرشح البافاري لودفيغ وذلك لمنع انتخاب فريدرخ.
في 19 أكتوبر 1314 ترأس رئيس أساقفة كولونيا هاينريش الثاني مجلسًا من أربعة ناخبون في زاكسينهاوزن جنوب فرانكفورت، كان المشاركون هم شقيقه رودولف الأول كونت بالاتينات-الراين الذي اعترض على ترشيح شقيقه الأصغر، ورودولف الأول دوق ساكس-فيتنبرغ وييندريش من كارينثيا الذي خلعه يان لوكسمبورغ من العرش البوهيمي، اختار هؤلاء الناخبون الأربعة فريدرخ ملكًا.
لم يقبل أنصار آل لوكسمبورغ هذه الانتخابات وفي اليوم التالي أجريت انتخابات ثانية، بناء على تحريض من بيتر فون أسبيلت رئيس أساقفة ماينتس اجتمع خمسة ناخبين مختلفين في فرانكفورت وانتخبوا لودفيغ ملكًا، هؤلاء الناخبون هم رئيس الأساقفة بيتر نفسه، ورئيس الأساقفة بالدوين من ترير والملك يان من بوهيميا - وكلاهما من عائلة لوكسمبورغ، والمارغريف فالديمار من براندنبورغ والدوق يوهان الثاني من ساكس-لاونبورغ الذي طعن في مطالبة رودولف من فيتنبرغ بالتصويت الانتخابي.
وسرعان ما أعقب هذا الانتخاب المزدوج حفل تتويجان: توج لودفيغ في آخن المكان المعتاد للتتويج من قبل رئيس الأساقفة بيتر، بينما رئيس أساقفة كولونيا الذي كان له الحق في تتويج الملك الجديد بتتويج فريدرخ في بون، في خضم الصراع التالي بين الملوك، اعترف لودفيغ عام 1316 باستقلال سويسرا عن أراضي هابسبورغ.
بعد عدة سنوات من الحرب الدموية بدأ أن النصر أخيرًا في متناول فريدرخ الذي كان مدعومًا بقوة من قبل شقيقه ليوبولد، إلا أن جيش فريدرخ هُزم بشكل حاسم في معركة مولدورف في 28 سبتمبر 1322 بحيث تم القبض عليه مع 1300 من النبلاء من النمسا وزالتسبورغ.
احتجز فريدرخ أسيراً عند لودفيغ في قلعة تراوسنيتس لمدة ثلاث سنوات، ولكن المقاومة استمرت من قبل شقيقه ليوبولد، في حين تراجع يان البوهيمي عن تحالفه وإما البابا يوحنا الثاني والعشرون قام بحرمان لودفيغ كنسياً في عام 1324، مما دفعه إلى أطلق سراح فريدرخ بموجب معاهدة مؤرخة في 13 مارس 1325، في هذه الاتفاقية اعترف فريدرخ بلودفيغ كحاكم شرعي وتعهد بالعودة إلى الأسر إذا لم ينجح في إقناع إخوته بالخضوع لملك.
نظرًا لأنه لم يتمكن من التغلب على عناد شقيقه ليوبولد، عاد فريدرخ طوعاً إلى ميونيخ كسجين، على الرغم من أن البابا قد اعفائه من قسمه، بسبب موقفه هذا جدد لودفيغ صداقته القديمة مع فريدرخ واتفقا على حكم الإمبراطورية بشكل مشترك، إلا أن البابا والأمراء الناخبون اعترضوا بشدة على هذه القرار، بحيث تم توقيع معاهدة في أولم بـ 7 يناير 1326 والتي بموجبها سيدير فريدرخ ألمانيا كملك للرومان، في حين سيتم تتويج لودفيغ كإمبراطور بإيطاليا، ومع ذلك بعد وفاة ليوبولد في عام 1326 انسحب فريدرخ من وصاية الإمبراطورية وعاد ليحكم النمسا فقط، توفي في 13 يناير 1330.

## تتويج الإمبراطور الروماني المقدس والصراع مع البابا
بعد المصالحة مع آل هابسبورغ في عام 1326 سار لودفيغ نحو إيطاليا وتوج ملكًا لإيطاليا في ميلانو عام 1327، مسبقاً في عام 1323 أرسل لودفيغ جيشًا إلى إيطاليا لدفاع عن ميلانو ضد مملكة نابولي التي كانت حليفة للفرنسا وأقوى حلفاء البابوية، ولكن الآن تم خلع لورد ميلان غالياتسو الأول فيسكونتي لأنه كان يشتبه في تآمره مع البابا.
في يناير 1328 دخل لودفيغ روما وتوج نفسه إمبراطورًا من قبل السناتور المسن سيارا كولونا، وبعد ثلاثة أشهر نشر لودفيغ مرسوماً يعلن فيه خلع البابا يوحنا الثاني والعشرون الذي كان يقيم في أفينيون على أساس الهرطقة، ونصب عوضاً عنه الفرنسيسكاني بيترو رينالدوتشي الذي عُرف بـ البابا نيكولاس الخامس "البابا المزيف"، وفي غضون ذلك أرسل روبيرتو ملك نابولي أسطولًا وجيشًا ضد لودفيغ وحليفه فريدريك الثالث ملك صقلية، قضى لودفيغ شتاء 1329/28 في بيزا ثم مكث في شمال إيطاليا، عندما توفي شريكه في الحكم الملك فريدرخ عام 1330، عاد لودفيغ إلى ألمانيا، ووفاءً لقسم أسس لودفيغ دير إيتال في 28 أبريل 1330.
انضم اللاهوتيان الفرنسيسكان مايكل تشيزينا وويليام من أوكهام والفيلسوف مارسيليوس من بادوفا الذين كانوا جميعًا على علاقة سيئة مع البابا إلى جانب الإمبراطور لودفيغ في إيطاليا ورافقوه إلى بلاطه في ألتر هوف بـ ميونيخ التي أصبح أول مقر إقامة دائم للإمبراطور في الإمبراطورية الرومانية المقدسة.
في عام 1333 سعى الإمبراطور لودفيغ إلى مواجهة النفوذ الفرنسي في جنوب غربي الإمبراطورية، وحاول تقديم مملكة آرل لـ هومبرت الثاني من فيينوا، ومشكلاً بذلك فرصة لاكتساب السلطة الكاملة على سافوي وبروفنس والأراضي المحيطة بها، إلا ان همبرت تردد في أخذ التاج لخوفه من الصراع الذي سيتبع مع كل من حوله، فرفض العرض وأخبر الإمبراطور أنه يجب أن يتصالح مع الكنيسة أولاً.
تحالف الإمبراطور لودفيغ أيضًا مع عديله إدوارد الثالث ملك إنجلترا عام 1337 في خضم صراعه ضد فيليب السادس ملك فرنسا (في الأصل هو خال زوجاتهما)، كان فيليب حامي البابا الجديد بنديكتوس الثاني عشر في أفينيون، حاول الملك فيليب السادس منع أي اتفاق بين الإمبراطور والبابا، وهكذا أدى فشل المفاوضات مع البابوية إلى إعلان ستة من الأمراء الناخبين في رينز في عام 1338 أن انتخاب جميع الناخبين أو أغلبيتهم يمنح تلقائيا اللقب الملكي والحكم على الإمبراطورية ودون حاجة للموافقة البابوية، أصبح الملك إدوارد الثالث ضيف الإمبراطور خلال اجتماع برلمان الإمبراطوري في كوبلنتس عام 1338 وعينه النائب العام للإمبراطورية الرومانية المقدسة، ولكن مع عام 1341 أنهى لودفيغ تحالفه مع إدوارد الثالث واضطر إلى مهادنة فيليب السادس مؤقتًا، خاصة بعد توقف تدفق المال الإنجليزي، واتجه لودفيغ أيضا للتوصل إلى اتفاق مع البابا من جديد.

## الامتيازات الإمبراطورية
يُعتبر لودفيغ الرابع حامي الفرسان تيوتون، بحيث أنه في عام 1337 منح للفرسان أمرًا لغزو ليتوانيا وروسيا، على الرغم من أن الأمر قد اقتصر على ثلاثة أقاليم صغيرة فقط، في وقت لاحق نهى النظام عن المثول أمام المحاكم الأجنبية في صراعاتها الإقليمية ضد الحكام الأجانب.
وقد ركز لودفيغ طاقته أيضًا على التنمية الاقتصادية لمدن الإمبراطورية حتى يمكن العثور على اسمه في العديد من تواريخ المدن عن الامتيازات التي منحها، في عام 1330 على سبيل المثال سمح الإمبراطور بمعرض فرانكفورت التجاري، وفي عام 1340 حصلت مدينة لوبيك التي اعتبرت آنذاك العضو الأكثر قوة في الرابطة الهانزية في المستقبل على صك عملتها الخاصة.

## سياسة الأسرة

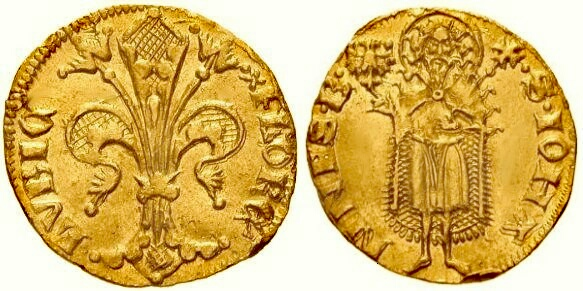
بهرنس

في عام 1323 أعطى لودفيغ مرغريفية براندنبورغ كإقطاعية لابنه البكر لودفيغ الخامس بعد انقراض فرع براندنبورغ من آل أسكانيا، ومع عام 1329 بموجب معاهدة بافيا تصالح الإمبراطور مع أبناء شقيقه الراحل رودولف وعاد بالاتينات لهم، وبعد وفاة ييندريش البوهيمي في 2 مايو 1335 سمح لأبناء خاله هابسبورغ ألبرت الثاني وأوتو بأن يرثوا دوقية كارينثيا، بينما تم وضع تيرول لأول مرة في أيدي آل لوكسمبورغ.
ومع وفاة الدوق يوهان الأول في عام 1340 ورث لودفيغ بافاريا السفلى وبذلك أعاد توحيد دوقية بافاريا من جديد، اضطرت والدة يوهان وهي من سلالة لوكسمبورغ في العودة إلى بوهيميا في عام 1342، استحوذ لودفيغ أيضًا على تيرول بعد إلغاء الزواج الأول لـ مارجريت مولتاخ من يان ييندريش من بوهيميا بتزويجها من ابنه لودفيغ الخامس، مما أدى إلى نفور أسرة لوكسمبورغ منه أكثر.
في عام 1345 زاد الإمبراطور من عداوة الأمراء العلمانيين عليه من خلال منح هينو وهولندا وزيلاند وفريزلاند لزوجته مارغريت الثانية من هينو، بحيث تم تجاهل الألقاب الوراثية لأخواتها وأحداهن كانت ملكة إنجلترا، بسبب العداء الخطير من قبل لوكسمبورغ قام بزيادة لودفيغ سلطته وبلا رحمة.

## الصراع مع لوكسمبورغ
أدى الاستيلاء لودفيغ على الأراضي وسياسته الخارجية المضطربة الكثير من الأعداء له بين الأمراء الألمان، ففي صيف عام 1346 انتخب كارل الرابع لوكسمبورغ كملك منافس من قبل الناخبون المعارضون، وبدعم من البابا كليمنت السادس، ومع ذلك تمكن لودفيغ من الحصول على الدعم من المدن الإمبراطورية الحرة والفرسان نجح في مقاومة كارل الذي كان ينظر إليه على نطاق واسع على أنه دمية بابوية ("rex clericorum" كما أسماه ويليام من أوكهام)؛ كذلك بقي دوقات هابسبورغ موالين للودفيغ، قُتل يان لوكسمبورغ والد كارل في معركة كريسي، كذلك شارك كارل أيضًا في المعركة ولكنه استطاع الهرب.
ولكن بعد ذلك أدى وفاة لودفيغ المفاجئ إلى تجنب من حرب أهلية الطويل، بحيث توفي في أكتوبر 1347 من سكتة دماغية أصيب بها أثناء مطاردة الدببة في بلدة بوخ بالقرب من فورستنفيلدبروك، تم دفنه في فراونكيرخ بميونيخ، دعم أبناء لودفيغ غونتر فون شفارتسبورغ كملك منافس لكارل، لكنهم انضموا أخيرًا إلى صف لوكسمبورغ بعد وفاة غونثر المبكرة في عام 1349، وقسموا ممتلكات فيتلسباخ فيما بينهم مرة أخرى، ومع ذلك استمر الصراع بين عائلة فيتلسباخ وأسرة لوكسمبورغ، عادت عائلة فيتلسباخ إلى السلطة في الإمبراطورية الرومانية المقدسة في عام 1400 مع الملك روبرت من فرع بالاتينات هو حفيد شقيقه.

## الذرية
- في عام 1308 تزوج لودفيغ الرابع من زوجته الأولى بياتريكس من أودنيكا (1290-1320)؛ وأنجبت له:-

1. ماتيلد (قبل. 21 يونيو 1313 - 2 يوليو 1346)؛ تزوجت من فريدرخ الثاني مارغريف ميسن، لهم ذرية.
2. ابنة (نهاية سبتمبر 1314 - توفيت بعد فترة وجيزة).
3. لودفيغ الخامس براندنبورغي (يوليو 1316 - 18/17 سبتمبر 1361)؛ دوق بافاريا العليا ومارغريف براندنبورغ وكونت تيرول، تزوج مرتين ولة ذرية.
4. آنا (حوالي. يوليو 1317  - 29 يناير 1319)
5. أغنيس (حوالي. 1318 - توفي بعد فترة وجيزة).
6. ستيفن الثاني (خريف 1319 - 19 مايو 1375)؛ دوق بافاريا السفلى، السلالة استمرت من نسله.

- في عام 1324 تزوج من مارغريت الثانية كونتيسة هينو وهولندا ( 1308-1356 )؛ وأنجبت له:

1. مارغريت (1325 - 1374)؛ تزوجت من ستيفن دوق سلافونيا ابن كارولي الأول ملك المجر، لهم ذرية، ثم تزوجت من غيرلاش فون هوهنلوه، ليس لديهم ذرية.
2. آنا (حوالي. 1326 - 3 يونيو 1361) تزوجت من يوهان الأول من بافاريا السفلى، ليس لديهم ذرية.
3. لودفيغ السادس الروماني (7 مايو 1328 - 17 مايو 1365)؛ دوق بافاريا العليا وناخب براندنبورغ.
4. إليزابيث (1329 - 2 أغسطس 1402)؛ تزوجت مرتين، لها ذرية.
5. فيلهلم الخامس كونت هولندا (12 مايو 1330 - 15 أبريل 1389)؛ وكذلك دوق بافاريا السفلى وكونت هينو.
6. أغنيس (1335-11 نوفمبر 1352).
7. ألبرت الأول كونت هولندا (25 يوليو 1336 - 13 ديسمبر 1404)؛ دوق بافاريا السفلى وكونت هينو.
8. أوتو الخامس البافاري (1342/40 - 16/15 نوفمبر 1379)؛ دوق بافاريا العليا وناخب براندنبورغ.
9. بياتريكس (1344- 25 ديسمبر 1359) ، تزوجت من إريك الثاني عشر ملك السويد.
10. لودفيغ (أكتوبر 1347 - 1348).